# دیسکلکولیا
دیسکلکولیا یا اختلال ریاضی یک نوع اختلال ذهنی یادگیری از دسته ناتوانی های خاص یادگیری و اندکی اختلال تحولی هوش است که در آن ذهن فرد نمی تواند به آسانی یادگیری ریاضیات و درک مفاهیم آن را فرا بگیرد. بطور مثال مشکل در درک اعداد، درک محاسبات و مسئله ریاضی، درک مفاهیم ریاضیات و... گاهی اوقات از این مشکل، به‌طور غیررسمی به عنوان «نارساخوانی ریاضی» نام می‌برند، اگرچه این مشکل ذهنی با نارساخوانی ریاضی فرق دارد، زیرا شرایط متفاوتی در اینجا برقرار است.
خیلی از بچه ها با ریاضی دست و پنجه نرم می کنند. اما اگر مشکلات ریاضی فرزندتان جدی است و به نظر نمی رسد که هیچ روشی برای او مناسب نیست، ممکن است نشانه چیزی به نام اختلال ریاضی باشد.
اختلال ریاضی یک ناتوانی یادگیری است که درک، یادگیری و انجام محاسبات ریاضی را برای کودکان دشوار می کند. پسران و دختران به طور مساوی به اختلال ریاضی مبتلا هستند و معمولاً به محض شروع کلاس های ریاضی در مدرسه، شروع به نمایش رفتارهای مشکل دار می کند. اختلال ریاضی یک اختلال یادگیری خاص است، به این معنی که فقط بر نحوه یادگیری ریاضی کودکان تأثیر می گذارد. کودک مبتلا به اختلال ریاضی ممکن است در دروس دیگر  مانند فارسی خوب عمل کند ولی درکلاس ریاضی و کلاس‌هایی که از ریاضیات استفاده می‌کنند، مشکل داشته باشد.
بسیاری از بچه ها با ریاضیات دست و پنجه نرم می کنند، اما برای برخی سختی در این درس  بیشتر از یک ناکامی است. اگر مشکلات ریاضی کودک شما جدی و مداوم باشد، ممکن است نشانه ای از یک اختلال یادگیری به نام اختلال ریاضی باشد.

#### اختلال ریاضی چیست؟
Dyscalculia اصطلاحی است که برای توصیف ناتوانی‌های یادگیری خاص استفاده می‌شود که بر توانایی کودک در درک، یادگیری و انجام عملیات ریاضی و اعداد تأثیر می‌گذارد.
چقدر رایج است؟
اگرچه تحقیقات در مورد شیوع محدود است، تخمین زده می شود که بین 5 تا 7 درصد از کودکان در سنین دبستان ممکن است اختلال ریاضی داشته باشند. همچنین در حال حاضر تصور می شود که اختلال ریاضی در هر دو جنس به طور یکسان رخ می دهد.همچنین نوعی دیسکالولیا وجود دارد که بعداً در زندگی ظاهر می‌شود. از نوع اکتسابی است و می‌تواند در هر سنی اتفاق بیفتد. معمولاً به دلایل دیگری مانند یک وضعیت پزشکی اتفاق می‌افتد.

#### آیا همه مشکلات ریاضی ناشی از اختلال ریاضی است؟
نه. همه مشکلات در کلاس ریاضی (حتی مشکلات جدی) ناشی از اختلال ریاضی نیست. اختلالاتی مانند نارساخوانی ، پردازش دیداری یا شنوایی، ADHD و سایر موارد نیز می توانند بر توانایی کودک در تکمیل مسائل ریاضی تأثیر بگذارند. همچنین این امکان وجود دارد که کودکانی که اختلال ریاضی دارند ، ناتوانی های یادگیری دیگری نیز داشته باشند.

#### یک کودک خردسال مبتلا به اختلال ریاضی ممکن است:
- در تشخیص اعداد مشکل داشته باشد
- در یادگیری شمارش تاخیر داشته باشد
- مشکل برای ارتباط نمادهای عددی مثلا (5) با ساختار نوشتاری مربوط به آنها مثلا (پنج)
- در تشخیص الگوها و نظم دادن به چیزها مشکل دارند
- هنگام شمارش مسیر را از دست بدهند
- برای کمک به شمارش باید از وسایل عینی - مانند انگشتان دست استفاده کنند
- در یادگیری توابع پایه ریاضی مانند جمع و تفریق، جداول ارزش مکانی و موارد دیگر مشکل قابل توجهی دارند
- قادر به درک مفاهیم پشت مسائل و سایر محاسبات ریاضی غیر عددی نباشند
- در تخمین مدت زمان انجام یک کار مشکل دارند
- با تکالیف و امتحان های ریاضی چالش دارند
- در محتوای ریاضی مربوط به پایه  خود مشکل دارند
- مشکل در پردازش اطلاعات  بصری-فضایی مانند نمودارها

با پایان یافتن کلاس ریاضی، تأثیر اختلالات ریاضی متوقف نمی شود. این اختلال همچنین می تواند کودکان را خارج از مدرسه  نیز تحت تاثیر قرار دهد. کودکان مبتلا به اختلال ریاضی  همچنین :
- در به خاطر سپردن اعدادی مانند کد پستی، شماره تلفن یا امتیاز بازی مشکل دارند
- چالش با مسائل پولی مانند پول نقد، محاسبه انعام، تقسیم اسکناس یا تخمین هزینه چیزی.
- در قضاوت در مورد طول مسافت ها و مدت زمان لازم برای رسیدن از یک مکان به مکان دیگر مشکل دارند
- چالش با به خاطر سپردن مسیرها
- تشخیص چپ از راست برایشان سخت است
- در بازی هایی که نیاز به حفظ عدد ثابت، استراتژی اعداد یا شمارش دارند، به راحتی ناامید می شوند
- در خواندن ساعت و گفتن زمان مشکل دارند

یک شکاف قابل توجه
بزرگترین نشانه یک اختلال یادگیری خاص ، اختلاف قابل توجه بین توانایی و استعداد است. یک کودک مبتلا به اختلال ریاضی ممکن است در دروس دیگر - مانند  فارسی - به خوبی پیشرفت کند، اما در کلاس های ریاضی و دروس مبتنی بر ریاضی نمرات بسیار پایینی داشته باشد.

#### اختلال ریاضی چگونه تشخیص داده می شود؟
انجام مراحل زیر می تواند به شما کمک کند تا امکانات مورد نیاز فرزندتان را دریافت کنید.
- به پزشک خود مراجعه کنید: هر گونه مشکل پزشکی مانند اختلال شنوایی یا بینایی را که می تواند بر روند یادگیری کودک شما تأثیر بگذارد را رد کنید.
- با معلم خود مشورت کنید: از معلم ریاضی فرزندتان بخواهید که به محتواهایی که او بیشترین مشکل را دارد و همه راهبردهایی که کمک می کند توجه کند.
- در مورد سایر زمینه‌ها بپرسید: تخمین زده می‌شود که نیمی از بچه‌های مبتلا به اختلال ریاضی مشکل یادگیری دیگری نیز دارند. درک مشخصات کامل یادگیری فرزندتان به شما کمک می کند تا از نیازهای او دفاع کنید
- با یک متخصص مشورت کنید: پس از انجام کارهای اساسی، با یک متخصص یادگیری صحبت کنید که می تواند فرزند شما را ارزیابی کند و بازخورد خاصی در مورد نحوه کمک به شما ارائه دهد.
- حتما برگه امتحانات دانش آموز خود را بررسی کنید تا به اشکالات رایج آن پی ببرید
- با اجرای آزمون از وجود مشکل مطمئن می شوید و در صورت نیاز آزمون تخصصی باز می شود تا دقیق تر بررسی کنید.